# 倉沢みづき
倉沢 みづき（くらさわ みづき、1985年8月23日 - ）は、日本の元AV女優。
東京都出身。血液型:A型。身長:164cm。スリーサイズ:B88(E-70)・W59・H90。

## 略歴
2005年11月にAVデビュー。
2006年に引退。

## 出演作品

### アダルトビデオ
2005年
- エロスな輝き　（11月23日、アトラス）　※デビュー作
- エログラフ　（12月16日、メディアバンク）

2006年
- エッチなキャンギャルいかがですか?　（1月27日、TMA）
- 痴漢バス女教師　（2月24日、TMA）
- 倉沢みづきのかんなりハード　（3月17日、メディアバンク）

他

### テレビ
- 桃のふくらみ（MONDO TV）

## 写真集
- 倉沢みづき写真集(NIPPON SPORTS MOOK 116)（2006年4月1日、日本スポーツ出版社、撮影：門嶋淳矢）ISBN 978-4903339160